# 藤原朝忠
藤原朝忠（日语：／ Fujiwara no Asatada */?，910年—967年1月15日）是日本平安時代中期的公卿和歌人，官位是從三位中納言，藤原北家勸修寺流出身，父親是從二位右大臣藤原定方。朝忠是三十六歌仙和《百人一首》歌人之一，有21首作品收錄於敕撰和歌集。石川縣個人收藏的其畫像《紙本着色三十六歌仙切》和藤田美術館所有奈良國立博物館館藏《朝忠集》分別在1935年4月30日和1959年6月27日獲文化廳指定為重要文化財，其中《紙本着色三十六歌仙切》在2020年1月23日由文化廳公佈其下落不明。

## 生平

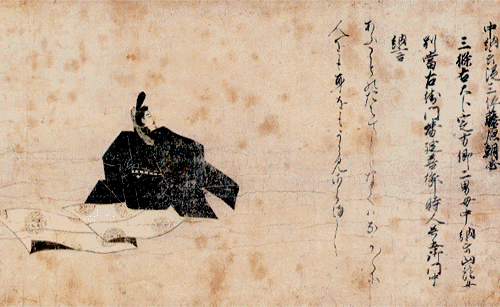
《紙本著色三十六歌仙切》朝忠

按《公卿補任》記載，朝忠生於延喜10年（910年），為藤原定方的第五子，其母是藤原山蔭之女。按《三十六人歌仙傳》記載，他在延喜17年10月24日（917年11月11日）昇殿。延長2年2月1日（924年3月8日），他就任左近衛將監（昇殿勞），翌年出任東宮侍中。延長4年正月7日（926年2月21日），他叙爵為從五位下（東宮御給），翌年11月16日（927年12月12日）出任侍從。延長8年9月22日（930年10月16日），昇殿（東宮），同年11月18日（12月10日）他補任為藏人。翌年3月13日（931年4月3日），他就任為右兵衛佐。承平5年2月23日（935年3月30日），《公卿補任》記載他出任左近衛權少將，《三十六人歌仙傳》則記載他在2月出任右兵衛權少將。翌年正月7日（936年2月2日），升從五位上，同年正月29日（2月24日）兼任播磨權介。
天慶3年3月25日（940年5月5日），他離任播磨權介一職。翌年正月7日（941年2月5日），升正五位下，同年3月28日（941年4月27日）兼任丹波介。天慶6年正月7日（943年2月14日），升從四位下，同月14日（943年2月21日）昇殿，同年2月27日（4月4日）他就任為內藏頭。天慶9年2月7日（946年3月12日），他就任近江守，同年11月19日（12月15日）升從四位上（大嘗會悠紀）。天曆2年9日昇殿，他在天曆5年正月30日（951年3月10日）就任左近衛中將，翌年正月11日（952年2月9日）兼任伊勢權守，同年12月1日（12月20日），就任為參議。
天曆7年正月29日（953年2月15日），他兼任備前守。翌年正月25日（954年3月2日），他出任大宰大貳，同年三月請辭。天曆10年正月7日（956年2月21日），升正四位下，同月27日（956年3月12日）兼任讚岐守，同年2月7日（3月21日）昇殿。天德元年（957年）4月，《三十六人歌仙傳》記載他就任為右衛門佐，5月出任檢非違使別當，《公卿補任》則記載他在12月25日（958年1月17日）兼任右衛門督和檢非違使別當。翌年正月30日（958年2月21），他兼任備中守，《三十六人歌仙傳》則記載他在天德3年（959年）正月出任備中守。天德4年正月24日（960年2月23日），《公卿補任》記載他兼任伊予守，《三十六人歌仙傳》則指他是兼任伊予權守。
應和元年12月2日（962年1月10日），升從三位（造宮賞），同月16日（962年1月24日）昇殿。應和3年（963年）9月，他出任中納言，同年10月28日（11月16日）昇殿。康保2年（965年）10月，他由於中風而無法參與政事，同年11月8日（12月3日）辭任右衛門督和檢非違使別當兩項職務。翌年12月2日（967年1月15日）死去，《公卿補任》記載享年58歲，《三十六人歌仙傳》則是57歲。

## 和歌
- 《小倉擬百人一首》
中納言朝忠 遠藤武者盛遠
- 《百人一首內 中納言朝忠》

擅長吹笙的朝忠總共有21首和歌收錄於敕撰和歌集，他曾經與右近、大輔和本院侍從等女房交往，在《大和物語》、《後撰和歌集》以及其家集均收錄了他們的贈答歌。此外，他亦擅長晴之歌，曾經獻上昌子內親王的裳着屏風歌，在天德內裏歌合時六度獻歌，取得五勝，其中在第19局勝過右方的藤原元真的作品後來成為《百人一首》入選作之一：
| 《新編國歌大觀》版本 | 全日本歌牌協會版本 | 嵯峨嵐山文華館版本 | 中譯                                        |
| -------------------- | ------------------ | ------------------ | ------------------------------------------- |
|                      |                    |                    | 當初無邂逅 何至動芳心 怨妾空餘恨 哀哀亦怨君 |

這首和歌收錄於《拾遺和歌集》卷第十一「戀一」，《新編國歌大觀》編號是678，詞書是「天曆御時歌合時」（天暦御時歌合に）。據吉海直人的說法，此歌參考了在原業平收錄於《古今和歌集》的作品（《新編國歌大觀》編號53），業平以自然為題（櫻花），朝忠則以人為題（相見），採用了接近本歌取的創作手法。此歌與藤原敦忠的《百人一首》入選作一樣，在到底是描述相逢之前還是之後的戀愛上存在分歧，天德內裏歌合將此歌歸入戀五「未逢戀」（未能相逢的戀愛），《拾遺集》和《拾遺抄》也將此歌歸入戀一，反映最初此歌是被解讀為描述戀愛初期的作品。藤原定家在《八代抄》中則將其歸入戀三，解讀成相逢之後的戀愛，在期待能夠與對方密會的同時為此而苦惱，通過倒裝手法表達對方的冷淡以及對自己的命運的怨恨，從而反映戀愛的痛苦，當成是密會的話則更能反映禁斷的味道。這種解讀可能是源於朝忠曾經與多人交往而來，以此歌為本歌取的分別有慈圓以及定家收錄於《新古今和歌集》（《新編國歌大觀》編號1322）和《拾遺愚草》（《新編國歌大觀》編號375）的兩首和歌。此歌也收錄於藤原公任的《三十人撰》、《前十五番歌合》、《三十六人撰》、《金玉集》、《深窓秘抄》、藤原俊成的《古三十六人歌合》、《古來風體抄》以及定家的《五代簡要》。
- 《小倉百人一首》中納言朝忠
菱川師宣繪本
- 《小倉百人一首》中納言朝忠
歌牌

首句是指男女的密會、交往，其中是主格的格助詞，的謂語是第二句中的（沒有）。第二句的意思是絕對不會這樣做，其中原本是動詞配上接續助詞，不過由於緊接著否定，因此變成譯作「一點也」（少しも）、「完全不」（まったく）的副詞，而則是強調用的副助詞或間投助詞，則分成為了方便發音將表示假定的接續助詞清音化後接上未然形以及作為係助詞，通過接上形容詞的連用形來表達假定的意思，按照前者的說法的話為形容詞的未然形。第三句為副詞或形容動詞，意思是反而、倒不如，這裡是指原本希望與對方密會，倒不如不見面更好的心情。第四句中的人是指對方，身是指自己，是表示並列的係助詞，全句的意思是指對方的冷淡和為此苦惱的自己的痛苦心情。末句的意思是就不會抱有怨恨吧，其中是上二段動詞（怨恨）的未然形，則是否定的助動詞的未然形，是表達反實假想的助動詞的終止形，實際上的意思是對於能夠密會不但期待，而且期待到有恨意。整首和歌在概念上與藤原敦忠的《百人一首》入選作類同。此外，他另外的一首收錄於《拾遺集》中的作品（《新編國歌大觀》編號10）在《拾遺抄》貞和本、《金玉集》和《深窓秘抄》等中被指是中務的作品。

## 家集
朝忠的家集是《朝忠集》，又稱《權中納言朝忠卿集》或《土御門中納言朝忠集》，一冊，由他人撰寫而成，推測成書於朝忠死後不久的時候，其中的收錄歌反映了他與本院侍從、少貳命婦、右近、小野好古和大輔等人的關係。家集分為兩類四系統，首先是第一類本，分為系統一的藤田美術館藏小堀本和宮內廳書陵部藏朝忠集以及系統二的正保歌仙家集本系，兩者的收錄歌數均是72首，配置上也完全一致，開首均是戀愛的贈答歌，差異在於詞書的寫法上有出入。成書時期早於系統二的系統一推測撰寫自白河天皇和堀河天皇在位期間，其中小堀本是丹色緞封面的大和綴粘葉裝冊子本，為裏打改裝本，出自於源道濟手筆，原本是小堀政一的收藏品，故稱為小堀本，封面背面灑有銀切箔，料紙是雁皮紙，長19.7厘米，寬14厘米，共10面，內有兩面白紙，其中一面貼有長13厘米，寬3厘米的題簽，外題是「朝忠中納言集」，出自定家手筆。第一類本推測源於第二類本，將後者分成九個部分，然後重組而成，這是由於第一類本沒有收錄朝忠未有返歌的兩首的女性和歌以及屏風歌內的季節排序，相對地較第二類本來得工整。而且，第一類本將原本分散開的朝忠與大輔的贈答歌集結起來，以歌物語的方式來重組結構。《新編國歌大觀》和《私家集大成》均以系統一在1938年時尚未裏打改裝前的複製本為底本，系統二則是《校註國歌大系》和《續國歌大觀》的底本。

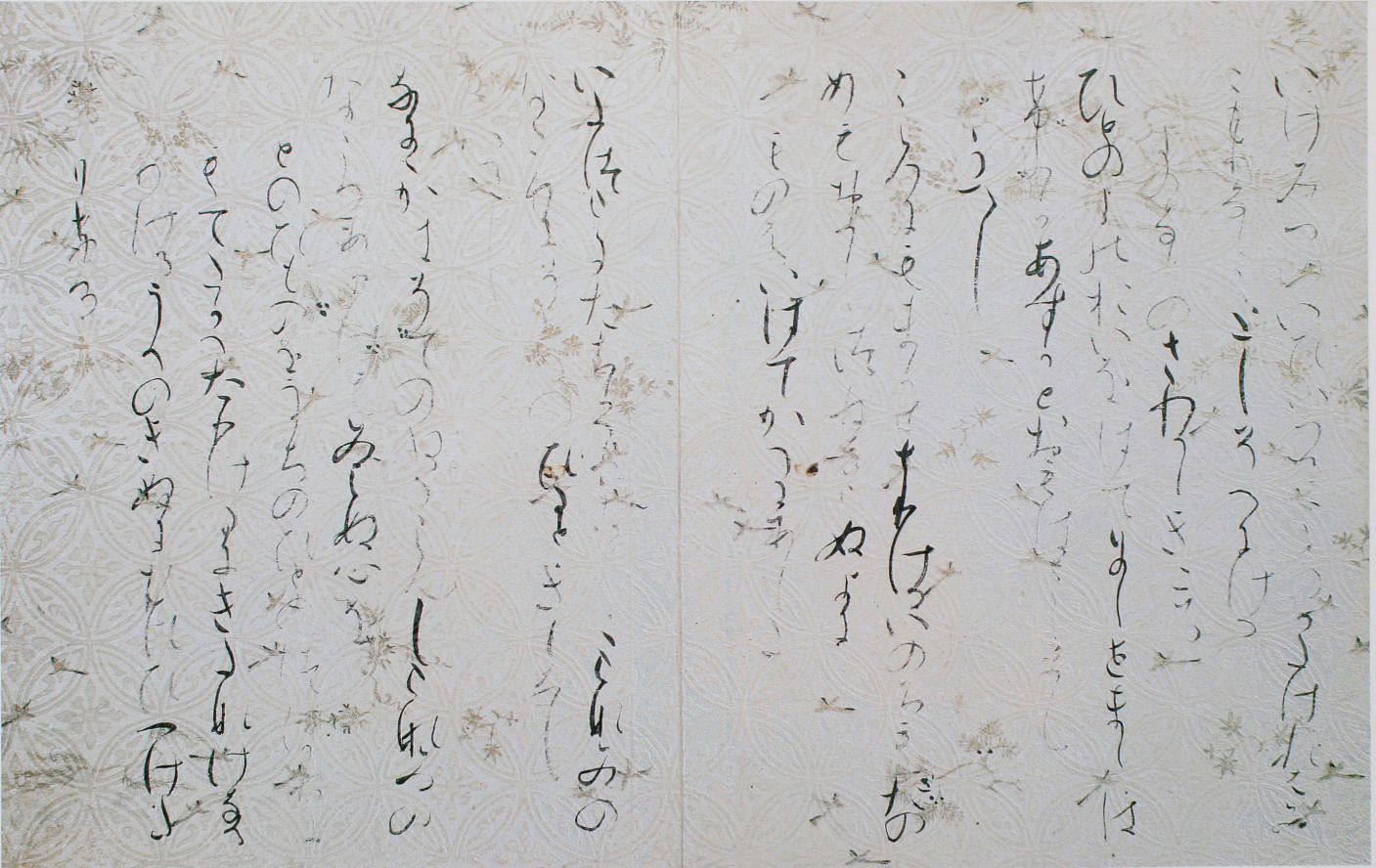
西本願寺本《朝忠集》

其次的第二類本，分為系統三的西本願寺本三十六人家集系和群書類從所收權中納言朝忠集以及系統四的宮內廳書陵部藏三十六人家集甲本，收錄歌數分別是60首和84首，兩者在結構上相同，歌數的差異在於增補和重複的和歌。其中，西本願寺本是長20厘米，寬15.8厘米的粘葉裝冊子本，外題為「朝忠」（あさたゞ），總共有14面料紙，內有兩面為白紙，與《公忠集》、《宗于集》和《興風集》一樣全部均是白色唐紙，筆跡則與《公忠集》相同，分為一面九行，和歌則是以兩行書寫，只有卷末和歌分成五行，正反兩面均有以金泥、銀泥和群青繪成的鳥和折枝紋樣，其中背面灑有銀切箔，而第四面和第七面的正面的波浪紋以及第五面的背面的唐子蔓草紋則是上下倒轉，卷首則寫有內題「朝忠中納言集」，以私家集來說相當罕見。源自於系統四在1970年出版的御所本三十六人家集不單在排序上與系統三的第1首至第60首非常相似，還補上系統三缺失的三首和歌，不過卻缺少了系統三中的第47首和歌。御所本的特徵是就算作品之間僅有些微差異或出現創作情況不同的話，也會同時收錄兩邊的和歌，系統三的第60首和歌之後，御所本還收錄了14首和歌，另有重複的5首和歌則標記為可能是來自於其他版本的和歌（或本云他本歌），這14首和歌與第一類本的第61首至第71首作品的排序也相同，屬於最早期增補的一批作品。因此，第二類本的原型是系統三加上御所本補上的三首缺失的和歌，排序上最先是歌合的作品以及屏風歌，與第一類本原屬同一類，經過大幅改編後才分成兩類，與《後撰和歌集》也沒有關連，因此歷史最悠久的則是系統三，然後順次序是系統四、系統一和系統二。《私家集大成》以系統三為底本。

### 註解
1. ↑  侍中是藏人的唐名[4]，《三十六人歌仙傳》的記載即為東宮藏人[5]。
2. ↑  根據《近衛府補任》記載，他在升從四位下的同時「正月七日止」，由於原本擔任左近衛少將的他沒有在翌年的名單中出現，因此「正月七日止」可能指他離任左近衛少將一職[7]。
3. ↑  根據《近衛府補任》記載，他在就任參議的同時有可能「兼官止」，由於原本擔任左近衛中將的他沒有在翌年的名單中出現，因此「兼官止」可能指他離任左近衛中將一職[7]。
4. ↑  大輔是源弼（日语：源弼）和保明親王乳母之女[8]，本院侍從是藤原安子和徽子女王等人的女房[9]。
5. ↑  贈答歌是指兩人之間互相通過和歌來溝通[10]。
6. ↑  晴之歌是指在正式場合創作，風格工整的和歌[11]。
7. ↑  詞書是指該和歌的主題和寫作動機等相關事宜[18]
8. ↑  大和綴是在經過袋綴（日语：袋とじ）和中綴（日语：中綴じ）後，於封面右邊的上下各開兩個孔，然後以組紐（日语：組紐）等繩線將其串連起來的一種裝幀[27]。
9. ↑  切箔是指將金銀等的箔剪成不同大小形狀，然後灑在上面的一種裝飾[28]。
10. ↑  返歌是指當他人贈歌給自己的時候以和歌回贈對方[29]。

## 外部連結
- . 國際日本文化研究中心和歌數據庫 （日语）.
- . 國書數據庫 （日语）.